# إميليانو ماركونديس
إميليانو ماركونديس (مواليد 9 مارس 1995) هو لاعب كرة قدم دنماركي يلعب في مركز خط الوسط المهاجم في نادي بورنموث.

## روابط خارجية
- إميليانو ماركونديس على موقع الاتحاد الدولي (مؤرشف)  (الإنجليزية)
- إميليانو ماركونديس على موقع الاتحاد الأوربي (الإنجليزية)
- إميليانو ماركونديس على موقع قاعدة بيانات كرة القدم.إي يو (الإنجليزية)
- إميليانو ماركونديس على موقع ليكيب (الفرنسية)
- إميليانو ماركونديس على موقع Soccerbase.com (لاعب) (الإنجليزية)
- إميليانو ماركونديس على موقع Soccerway.com (الإنجليزية)
- إميليانو ماركونديس على موقع عالم كرة القدم.نت (الإنجليزية)
- إميليانو ماركونديس على موقع AS.com (الإسبانية)